# Leptodactylus notoaktites
Espèce
Statut de conservation UICN

 LC  : Préoccupation mineure
Leptodactylus notoaktites est une espèce d'amphibiens de la famille des Leptodactylidae.

## Répartition
Cette espèce est endémique du Brésil. Elle se rencontre dans les forêts côtières de l'État de São Paulo, du Paraná et du Santa Catarina.

## Étymologie
Son nom d'espèce, du grec ancien νότιος, notos, « sud », et ἀκτίτης, aktites, « habitant de la côte », lui a été donné en référence à son aire de répartition.

## Publication originale
- Heyer, 1978 : Systematics of the fuscus group of the frog genus Leptodactylus (Amphibia, Leptodactylidae). Natural History Museum of Los Angeles County Science Bulletin, no 29, p. 1-85 (texte intégral).